# 中国白書
中国白書（ちゅうごくはくしょ、英語: China White Paper）とは、国共内戦において中国共産党軍の勝利が目前に迫っているとの国民の懸念を受け、米国国務省によって1949年8月に発行された、『アメリカの中国との関係－特に1944～49年の時期について（英語: United States Relations with China, with Special Reference to the Period 1944-1949）』の通称。「中国の喪失」により矛先が向けられた政権政策への批判に反論するため、ディーン・アチソン国務長官の指示のもとで作成された。アチソン国務長官による前書は、物議を醸した。アチソンいわく：
中国での内戦の予期される結果が米国政府の手に負えないものであったということは、嘆かわしくも回避不能な事実である。我が国がその能力の合理的な範囲内で行ったこと、あるいは行うことができたであろうことが何であれ、結果に変化をもたらすものではなかった。我が国が何かをやり残したことによるものではない—。

## 背景
1948年アメリカ合衆国大統領選挙では、共産主義者の世界進出への恐れが募る冷戦下、トルーマン政権を批評する者達は「中国を喪失したのは誰か？」という疑問を激しく提起した。この選挙での予想外のトルーマン勝利の後、毛沢東率いる中国共産党が蔣介石の中国国民党軍を着実に打ち負かして国共内戦に勝利したため、批判の声が高まった。1948年11月、ジョン・ペイトン・デイビスがアメリカ国民に対し中国におけるアメリカの政策を説明・擁護するための資料集を発案し、これを受けたアチソン長官はその準備をスタッフに命じた。このグループは、極東部長のウォルトン・バターワースが率いていたが、多くの作業は、チャールズ・W・ヨストや戦争中にソビエト連邦と中国に駐在したジョン・F・メルビー、そしてフィリップ・ジェサップが行った。1054ページのこの書が刊行されたのは、毛沢東一行が北京へ入城しようとしていた1949年8月のことであった。

## 白書
この文書は、1944年から1949年までの関係を網羅した412ページの談話と、付録としての642ページの文書で構成されていた。国務省ファイルの文書に全て基づいていた。
各章で、1844年から1943年のアメリカの政策、1921年から1944年の国共関係、1944-1945年のパトリック・J・ハーリー大使の任期とその調停への取組みについて、1945年のヤルタ協定と中ソ友好同盟、国共内戦の発展など1945年から47年のジョージ・C・マーシャル将軍の使命、国共内戦のさらなる発展など1947年から1949年のジョン・レイトン・スチュアート大使の任期、1945年から49年の軍事情勢、1947年から49年のアメリカの経済援助を取り扱う。付録として、186の条約・公式声明・その他の文書が収録されている
巻の本文の前に、アチソン国務長官が署名したものではないものの「送付状」があった。この書簡は、白書の由来と本質を説明し、1944年から1949年にかけてのアメリカの政策を擁護するものであった。書簡は次の書き出しで始まる：
中国と合衆国を隔てる、距離と大きな背景の違いにもかかわらず、彼の国に対する我々の友情は、両国民を結びつけてきた宗教的、慈善的、文化的絆によって常に強化されてきた...—
この書簡は、「中国人学生の教育への庚子賠款の利用、第二次世界大戦中の治外法権の廃止、戦中・戦後の中国への大規模な援助など、宗教的、慈善的、文化的絆は両者を結びつけ、長年にわたる多くの善意ある行為によって裏付けられてきた」、そして中国の行政及び領土の保全の尊重、外国による中国支配への反対など、合衆国は門戸開放の原則保持を表明する、と続く。書簡は、「中国人民には、現代世界における彼らの要求を最もよく満たすであろう、政治制度を発展させるための時間が与えられるべきである」と勧告した。中国革命の「原因」は「祖国への耐え難い圧力」と「西洋の影響」とされた。
書簡は、対日戦争の「悲劇」は、「歴史的に自由主義と民主主義の根幹であり中心であった新興中産階級を壊滅させた、物理的、人的な打撃」であったと結論付けた。 「我が国がその能力の合理的な範囲内で行ったこと、あるいは行うことができたであろうことが何であれ、結果に変化をもたらすものではなかった」というのは「嘆かわしくも回避不能な事実」であった。書簡は、共産主義者らが「中国の伝統への固執を捨て」ロシアへの「従順を公に発表した」と続けた。アチソンは密かに、合衆国が「ほとぼりが冷めるのを待って」、新政府の外交的承認に踏み切るであろうことを現実的に期待していたので、このレトリックは新指導者に恥じ入らせて関係をもたせようとする算段であった可能性がある。

## 反応
アチソンと国務省が白書が反発を静めることを期待していたのであれば、彼らは思い違いをしていた。即座に激しい批判が巻き起こった。ジョン・メルビーは後に、「チャイナロビーへの批判を収めることが目的だった。うまく行かなかった。ただ火に油を注いだだけだった」と回想している。彼は、「賢明で経験豊富なディーン・アチソンほかの人々が、中国の何たるかについてほとんど理解していなかった」ことに注目し、学者による大凡の賛同を得た。ハンナ・ガーマンは白書を「破滅的」と呼び 、ロバート・ニューマンは、その「致命的欠陥」は、「アメリカの雄々しい自己イメージに楯突く論議に不寛容な」「修辞的情勢」と相容れないものであったと解釈している
多くのアメリカ国民が、蔣介石と国民政府に責任を負わせた白書に対して不服であった。戦争中に中国に駐在した全国シンジケートのワシントンDCのコラムニスト、ジョセフ・アルソップは「二度も三度も溺れた友人の顔を勢いよく蹴って沈めておいて、後で彼は泳ぎが下手だったからどうしようもなかったとは説明できない」 と書き立てた。
毛沢東は直ちに怒りの反応を示した。いわく、「アチソンは、武力侵略を『友情』と表現して、厚かましい嘘をついている。それどころか、彼は、米国がアヘン戦争で英国と協力した1840年以来、中国に示された米国帝国主義をすべて『友情』と書き、過去数年間で数百万人の中国人を『虐殺』した蔣介石を支援したことすらも偉大なる『友情』の行為としている……」 
毛は、革命を人口過多と西洋思想による刺激の観点で捉えた白書の解説を一蹴し、後段で「この取るに足りないつまらないいんちき理論さえもなければ、不可解な出来事だらけである」と述べている。毛沢東の皮肉は、アチソンが革命を理解していないことを非難したものである。
全く不可解なことに、相互不信と憎悪のもと、中国は力と金をめぐって敵味方に分かれて争っていた。国民党と共産党という、2つの相争う政党の相対的な精神的強さに、説明し難い変化が起こった。一方の士気はゼロを割り込むまでにガタ落ちし、他方のは熾烈を極めるまでに高まった。それが何ゆえであるのか、誰も知らない。ディーン・アチソンに代表されるような米国の「高次な文化」が持ち合わせている理論などそのようなものである。—